# سد میتسونه
سد میتسونه (به لاتین: Myitsone Dam) یک منطقهٔ مسکونی در میانمار است که در ایالت کاچین واقع شده‌است.